# Пайо, Шарль
Жозеф Калист (Шарль) Пайо (фр. Joseph Calixte (Charles) Payot; 21 апреля 1901, Веррей, Валле-д’Аоста — неизвестно) — французский хоккеист, левый нападающий. Участник зимних Олимпийских игр 1924 и 1928 годов.

## Биография
Шарль Пайо родился 21 апреля 1901 года в итальянской коммуне Веррей.
В детстве перебрался во Францию, жил в Шамони.
В 1921—1930 годах играл в хоккей с шайбой на позиции левого нападающего за «Шамони», в составе которого четырежды становился чемпионом Франции (1923, 1926—1927, 1930).
В 1924 году вошёл в состав сборной Франции по хоккею с шайбой на зимних Олимпийских играх в Шамони, поделившей 5-6-е места. Играл на позиции нападающего, провёл 2 матча, шайб не забрасывал.
В 1928 году вошёл в состав сборной Франции по хоккею с шайбой на зимних Олимпийских играх в Санкт-Морице, поделившей 8-10-е места. Играл на позиции нападающего, провёл 1 матч, шайб не забрасывал.
По окончании игровой карьеры был судьёй в чемпионате Франции.
Дата смерти неизвестна.

## Семья
Двоюродный брат — Филипп Пайо (фр. Philippe Payot; 1893—1958), французский хоккеист. Участник летних Олимпийских игр 1924 и 1928 годов.